# Lynn (Alabama)
Pour les articles homonymes, voir Lynn.
Lynn est une ville du comté de Winston en Alabama.
Sa population était de 659 habitants en 2010. Elle a été incorporée en avril 1952.

## Démographie
| 1960 | 1970 | 1980 | 1990 | 2000 | 2010 |
| ---- | ---- | ---- | ---- | ---- | ---- |
| 531  | 286  | 554  | 611  | 597  | 659  |